# Songy
Songy ist eine französische Gemeinde im Département Marne in der Region Grand Est. Sie hat eine Fläche von 15,16 km² und 267 Einwohner (2022).
Nachbargemeinden sind: Saint-Martin-aux-Champs, Ablancourt, Soulanges, Pringy, Faux-Vésigneul und Cheppes-la-Prairie. 

## Bevölkerungsentwicklung
| Jahr                       | 1962 | 1968 | 1975 | 1982 | 1990 | 1999 | 2006 | 2012 | 2018 |
| -------------------------- | ---- | ---- | ---- | ---- | ---- | ---- | ---- | ---- | ---- |
| Einwohner                  | 365  | 344  | 307  | 286  | 299  | 279  | 269  | 269  | 265  |
| Quellen: Cassini und INSEE |      |      |      |      |      |      |      |      |      |

## Sehenswürdigkeiten
- Kirche St-Maurice (Monument historique), erbaut im 12. Jahrhundert

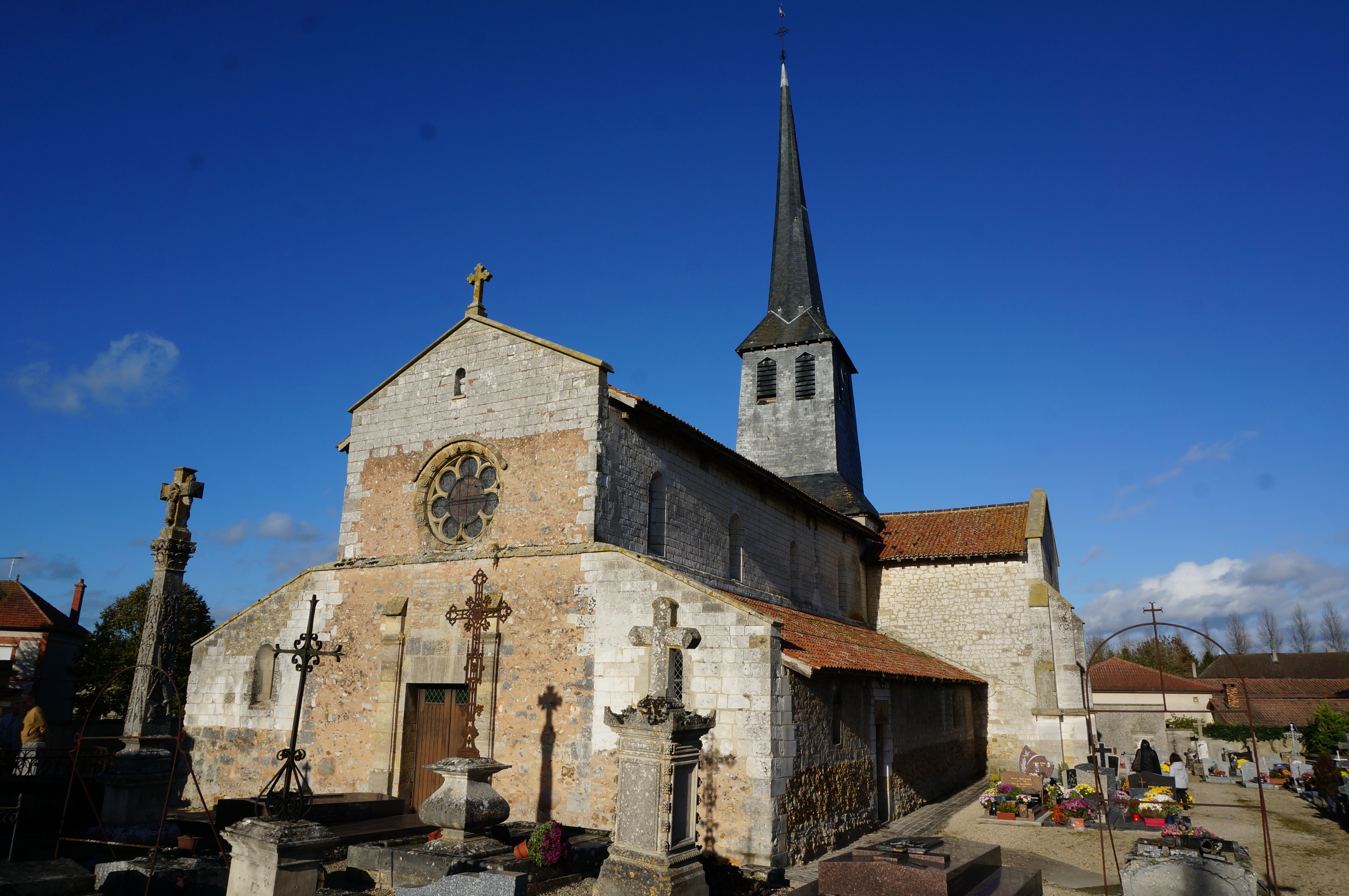
Kirche St-Maurice

## Persönlichkeiten
- Alexandre Franquet, Admiral
- Marie-Angélique Memmie LeBlanc (1712–1775), Wolfskind